# Volby 2003
V roce 2003 se konaly tyto volby:

## Leden
- 5. ledna:  Litva, prezidentské (2. kolo)
- 10. ledna:  Džibutsko, parlamentní
- 15. ledna:  Česko, prezidentské (nepřímé)
- 19. ledna:  Kuba, parlamentní
- 22. ledna:  Nizozemsko, parlamentní
- 28. ledna:  Izrael, parlamentní
- 30. ledna:  Kiribati, prezidentské

## Únor
- 2. února:  Kyrgyzstán, referendum
- 9. února:  Černá Hora, prezidentské (2. kolo)
- 9. února:  Monako, parlamentní
- 14. února:  Trinidad a Tobago, prezidentské
- 16. února:  Kypr, prezidentské
- 19. února:  Arménie, prezidentské (2. kolo)

## Březen
- 2. března:  Estonsko, parlamentní
- 2. března:  Sýrie, parlamentní
- 4. března:  Mikronésie, parlamentní
- 5. března:  Arménie, prezidentské (2. kolo)
- 5. března:  Belize, parlamentní
- 8. března:  Malta, referendum
- 14. března:  Lichtenštejnsko, referendum
- 16. března:  Finsko, parlamentní
- 16. března:  Salvador, parlamentní
- 23. března:  Slovinsko, referendum
- 30. března:  Benin, parlamentní

## Duben
- 6. dubna:  Turkmenistán, parlamentní
- 12. dubna:  Nigérie, parlamentní
- 12. dubna:  Malta, parlamentní
- 12. dubna:  Maďarsko, referendum
- 19. dubna:  Nigérie, prezidentské
- 27. dubna:  Argentina, prezidentské (1. kolo)
- 27. dubna:  Paraguay, prezidentské a parlamentní
- 27. dubna:  Jemen, parlamentní
- 29. dubna:  Katar, referendum

## Květen
- 1. května:  Skotsko, parlamentní
- 1. května:  Wales, parlamentní
- 3. května:  Nauru, parlamentní
- 9. května:  Kiribati, parlamentní
- 10. května:  Island, parlamentní
- 10. května:  Litva, referendum
- 11. května:  Černá Hora, prezidentské (2. kolo)
- 11. května:  Litva, referendum
- 16. května:  Slovensko, referendum
- 17. května:  Slovensko, referendum
- 18. května:  Belgie, parlamentní
- 18. května:  Švýcarsko, referendum
- 21. května:  Barbados, parlamentní
- 25. května:  Arménie, parlamentní a referendum
- 26. května:  Rwanda, referendum

## Červen
- 1. června:  Togo, prezidentské
- 13. června:  Česko, referendum
- 15. června:  Itálie, referendum
- 16. června:  Britské Panenské ostrovy, parlamentní
- 17. června:  Jordánsko, parlamentní
- 20. června:  Lotyšsko, prezidentské
- 22. června:  Tádžikistán, referendum

## Červenec
- 4. července:  Kiribati, prezidentské
- 5. července:  Kuvajt, parlamentní
- 6. července:  Mexiko, parlamentní
- 6. července:  Korsika, referendum
- 24. července:  Bermudy, parlamentní
- 27. července:  Kambodža, parlamentní

## Srpen
- 3. srpna:  Severní Korea, parlamentní
- 7. srpna:  Turks a Caicos, parlamentní
- 25. srpna:  Rwanda, prezidentské

## Září
- 14. září:  Estonsko, referendum
- 14. září:  Švédsko, referendum
- 19. září:  Dominika, prezidentské
- 20. září:  Lotyšsko, referendum
- 29. září:  Rwanda, parlamentní

## Říjen
- 4. října:  Omán, parlamentní
- 5. října:  Čečensko, prezidentské
- 15. října:  Ázerbájdžán, prezidentské
- 17. října:  Maledivy, referendum
- 18. října:  Svazijsko, parlamentní
- 19. října:  Švýcarsko, parlamentní
- 25. října:  Kolumbie, referendum
- 31. října a 1. listopadu:  Česko, senátní doplňovací

## Listopad
- 2. listopadu:  Gruzie, parlamentní a referendum
- 7. listopadu:  Mauritánie, prezidentské
- 9. listopadu:  Guatemala, prezidentské (1. kolo) a parlamentní
- 9. listopadu:  Japonsko, parlamentní
- 16. listopadu:  Srbsko, prezidentské (1. kolo)
- 17. listopadu:  Marshallovy ostrovy, parlamentní
- 23. listopadu:  Chorvatsko, parlamentní
- 26. listopadu:  Severní Irsko, parlamentní
- 27. listopadu:  Grenada, parlamentní
- 27. listopadu:  Gibraltar, parlamentní
- 30. listopadu:  Srbsko, prezidentské (2. kolo)

## Prosinec
- 7. prosince:  Rusko, parlamentní
- 21. prosince:  Guinea, prezidentské
- 28. prosince:  Guatemala, prezidentské (2. kolo)
- 28. prosince:  Srbsko, parlamentní